# Elena Viviani
Pour les articles homonymes, voir Viviani.
Elena Viviani est une patineuse de vitesse sur piste courte italienne née le 10 octobre 1992 à Sondalo. Elle a remporté avec Arianna Fontana, Lucia Peretti et Martina Valcepina
une médaille de bronze lors de l'épreuve du relais aux Jeux olympiques d'hiver de 2014, à Sotchi.